# Lejkówka rowkowana

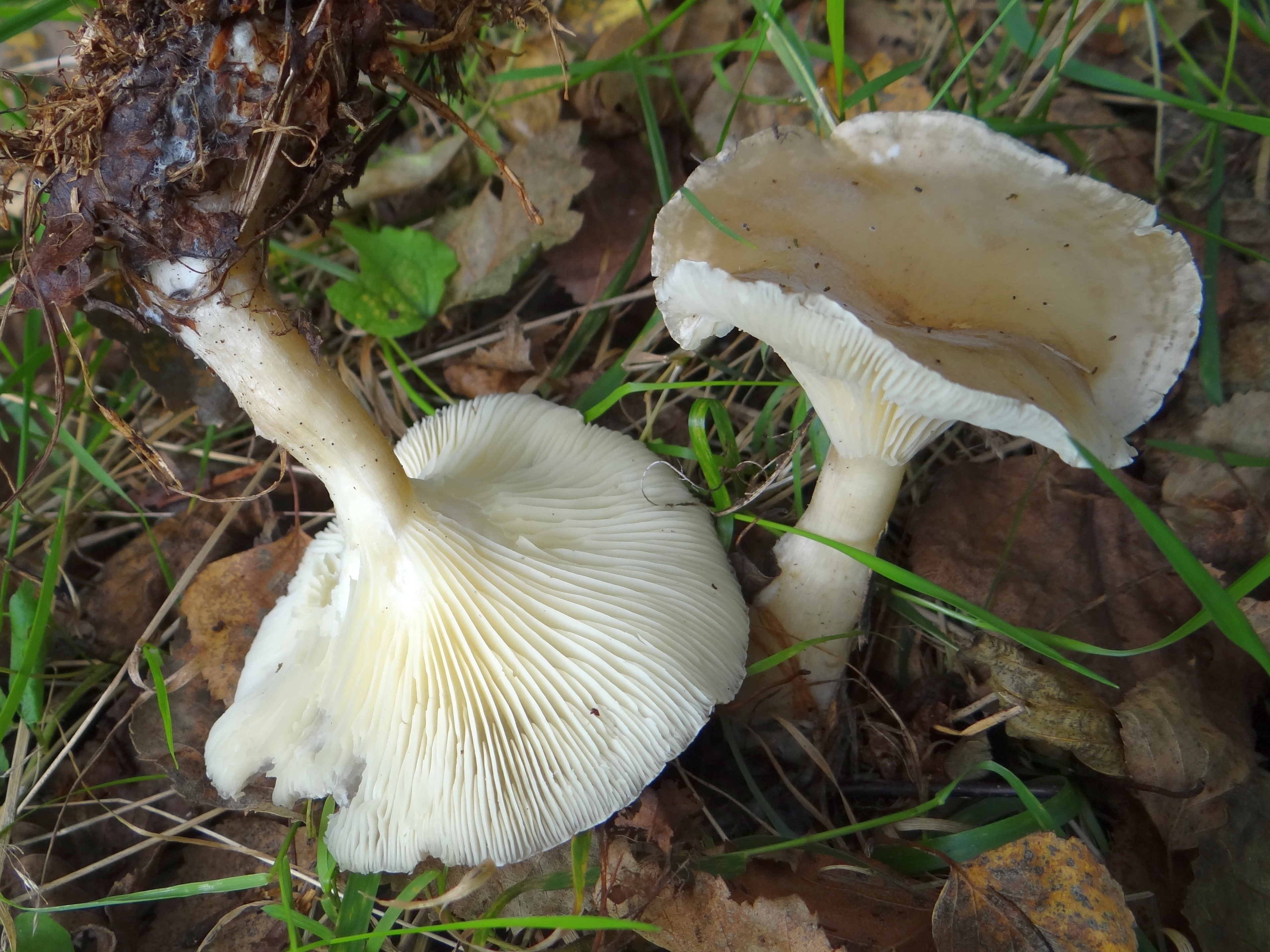

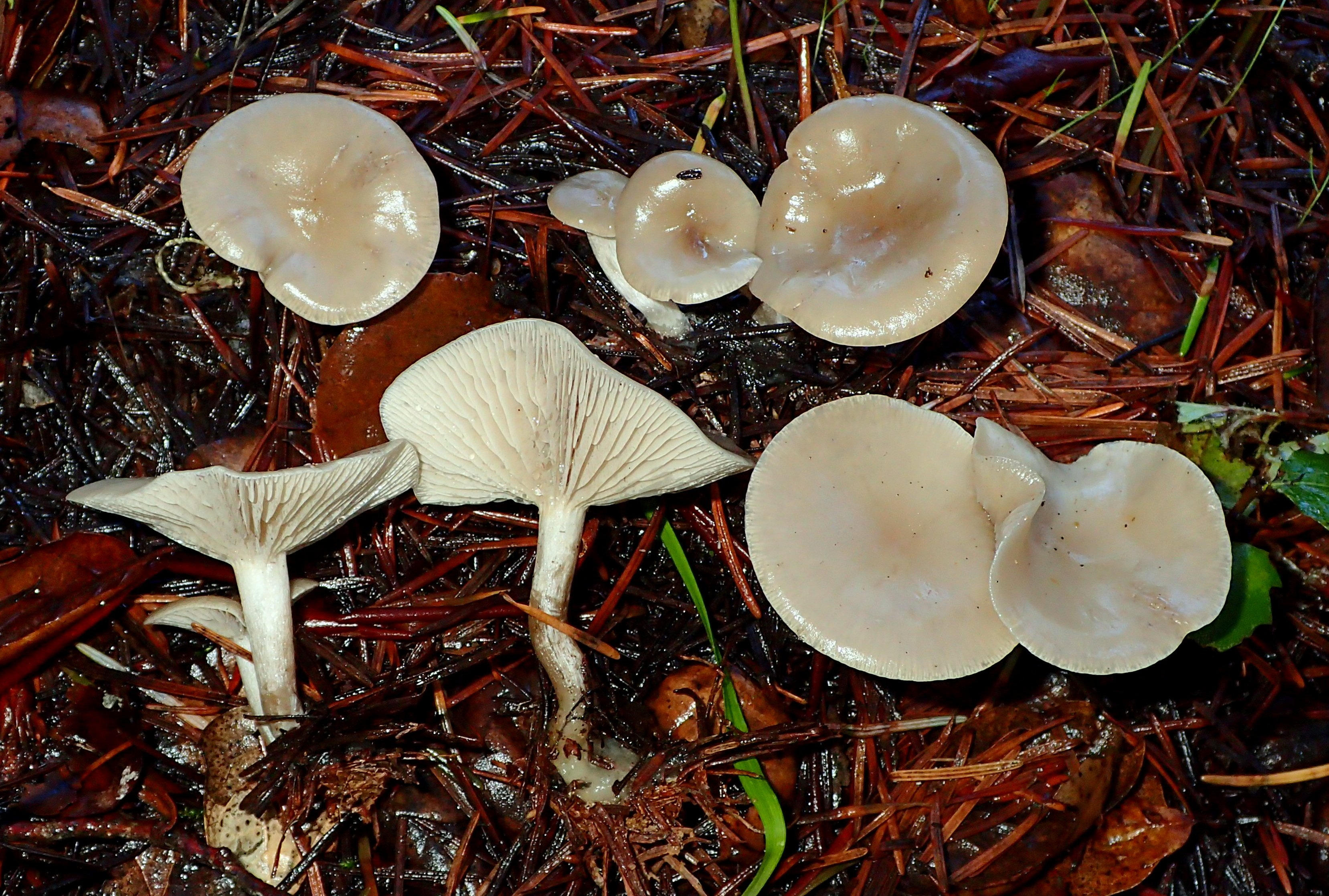

Lejkówka rowkowana (Clitocybe vibecina (Fr.) Quél.) – gatunek grzybów z rzędu pieczarkowców (Agaricales).

## Systematyka i nazewnictwo
Pozycja w klasyfikacji według Index Fungorum: Clitocybe, Incertae sedis, Agaricales, Agaricomycetidae, Agaricomycetes, Agaricomycotina, Basidiomycota, Fungi.
Po raz pierwszy takson ten opisał w 1818 r. Elias Fries nadając mu nazwę Agaricus vibecinus. Obecną, uznaną przez Index Fungorum nazwę, nadał mu Lucien Quélet w 1872 r.
Ma 11 synonimów. Niektóre z nich:
- Clitocybe langei Singer ex Hora 1960
- Clitocybe orientalis Harmaja 1969
- Pseudolyophyllum australe (Raithelh.) Raithelh. 1984
- Pseudolyophyllum vibecinum (Fr.) Raithelh. 1979[2].

Polską nazwę nadał Stanisław Domański w 1955 r.

## Morfologia
Kapelusz
Średnica do 5 cm, początkowo wypukły, później płaski, w końcu płytko pogłębiony, higrofaniczny, często z prążkowanym brzegiem od prześwitujących blaszek. Powierzchnia, wodnistoszara, w środku wysychająca do białawej.
Blaszki
Średnio grube, z licznymi międzyblaszkami, białawe do szarawych, wykrojone ząbkiem i długo zbiegające na trzon.
Trzon
Wysokość do 6 cm, grubość 2–7 mm, cylindryczny. Powierzchnia ubarwiona podobnie do kapelusza, łuszcząca się pod kapeluszem, gdy jest młoda, później naga, z białą, filcowatą grzybnią u podstawy, u dojrzałych okazów wewnątrz pusta.
Miąższ
Higrofaniczny, w stanie wilgotnym wodnistoszary, w stanie suchym białawy, o mącznym lub ogórkowym, czasami nieprzyjemnym zapachu i smaku.
Cechy mikroskopowe
Zarodniki eliptyczne, 4,5–7 × 3,5–4,5 µm, gładkie.
Gatunki podobne
Jest kilka podobnych gatunków lejkówek, np. lejkówka szarożółtawa (Clitocybe diosma), lejkówka mączna (Clitocybe ditopa), lejkówka dwubarwna (Clitocybe metachroa) i inne. Lejkówka rowkowana ma stosunkowo duże zarodniki i rowkowany brzeg kapelusza.

## Występowanie i siedlisko
Znane jest występowanie lejkówki rowkowanej w Ameryce Północnej, Europie i Azji. Najwięcej stanowisk podano w Europie; jest tutaj rozprzestrzeniona od Morza Śródziemnego po archipelag Svalbard i Islandię. W Polsce W. Wojewoda w 2003 r. przytoczył liczne stanowiska tego gatunku. Jest bardzo pospolity.
Grzyb saprotroficzny naziemny występujący w lasach liściastych, iglastych i mieszanych, zwłaszcza pod świerkami i sosnami, także w zaroślach jałowcowych na nieużytkach rolnych. Rośnie wśród mchów i traw i na igliwiu. Owocniki tworzy głównie od sierpnia do października. Jest grzybem niejadalnym.